# Niger-Benue-Tschadsee-Expedition
Die deutsche Niger-Benue-Tschadsee-Expedition, damals Niger-Benue-Tsadsee-Expedition genannt, wurde im entsprechenden Raum 1902–1903 durchgeführt.

## Vorgeschichte
Mit dem Erwerb der Kolonie Kamerun durch das Deutsche Reich im Jahre 1884 war zwar auf dem Papier ein riesiges Gebiet in Westafrika unter deutsche Herrschaft gekommen, aber tatsächlich war nur der Küstenstreifen für die deutsche Wirtschaft zugänglich, da die verkehrstechnischen Verhältnisse allein durch die Barriere des 200–300 km tiefen Urwaldgürtels mit vielen Sümpfen und Wasserläufen bald hinter der Küste eine wirtschaftliche Erschließung des Hinterlandes von Kamerun fast unmöglich machten. Nur Karawanen einheimischer Händler bildeten eine Verbindung des Nordens mit der Küste von Kamerun. So suchte man nach Möglichkeiten auf anderen Wegen in das Hinterland der Kolonie zu kommen. Eine Idee war über den großen Fluss Niger, der westlich von Kamerun durch Nigeria fließt und über seinen größten Nebenfluss, den Benue, ins nördliche Kamerun zu gelangen und einen Schiffsverkehr dorthin über die Flüsse zu eröffnen. Um aber diese verkehrstechnische Möglichkeit und die wirtschaftlichen Möglichkeiten im Gebiet Nordkameruns zu erkunden, war eine Expedition in das fragliche Gebiet notwendig.

Niger, Benue, Adamaua (Nordkamerun) und Mittel- und Südkamerun als Kamerun bezeichnet eng gestreift dargestellt. Karte um 1890.

1898 beantragte Ernst Vohsen, der Vorstand der Deutschen Kolonialgesellschaft möge für eine Niger-Benue-Tschadsee-Expedition eine Beihilfe von 25.000 Mark bewilligen, die einem zu bildenden Komitee zur Entsendung einer Handelsexpedition in das Hinterland von Kamerun zur Verfügung gestellt werden soll.
Zu diesem Zeitpunkt aber, 1898, war der Norden von Kamerun noch gar nicht in deutscher Herrschaft. Erst in dem Gefecht von Miskin-Maroua im Januar 1902 gelang es schließlich die militärische Oberhoheit zu erringen und die deutsche Herrschaft zu festigen. Es wurden die Residenturen Adamaua und Deutsche Tschadseeländer im Norden Kameruns eingerichtet. Aber noch der erste Leiter der provisorischen Verwaltung, Oberleutnant Joseph Graf Fugger von Glött, wurde im Februar 1903 von einem Einheimischen ermordet.

## Geschichte

### Teilnehmer und Reisebeginn
Im 1904 in Berlin erschienenen Bericht Die deutsche Niger-Benue-Tsadsee-Expedition 1902 - 1903, vom Expeditionsleiter, dem Kaufmann Fritz Bauer, geschrieben, steht über den Beginn der Expedition und seine Teilnehmer zu lesen:

„Die Fahrt auf dem Niger-Benue. Am 8. August 1902 mittags 1 Uhr 30 Minuten lichtete der kleine Dampfer „Swale“, der Liverpooler Firma John Holt & Comp. gehörig, in Brass an der Nigermündung den Anker und dampfte in den Akassa-Creek hinein. An Bord befand sich die Deutsche Niger-Benue-Tsadsee-Expedition, bestehend aus dem Berichterstatter, als Leiter [Fritz Bauer, Führer der Expedition], dem diplomierten Berg-Ingenieur Walter Edlinger, als Mineralogen, und dem Kaufmann Wilhelm von Waldow, als Assistenten. Herr von Waldow, sowie ich selbst, weilten schon seit Anfang März an der afrikanischen Westküste; wir hatten während dieser Monate kaufmännisch-wirtschaftliche Untersuchungen am unteren und mittleren Niger ausgeführt. Der Aufenthalt in den Küstenstrichen West-Afrikas gehört zweifellos nicht zu den angenehmsten Erfahrungen, und da derselbe nunmehr seinen Abschluss gefunden hatte und wir uns endlich auf der Fahrt nach dem tieferen Innern befanden, herrschte an Bord die angeregteste Stimmung. Hierzu kam noch, dass Herr Edlinger, der jetzt unmittelbar zu uns gestoßen war und uns die letzten Nachrichten und Grüße von unsern Auftraggebern, dem Deutschen Niger-Benue-Tsadsee-Komitee, überbracht hatte, mit frischem Humor, der noch nicht unter dem niederdrückenden Einfluss der afrikanischen Malaria gelitten hatte, von den letzten Tagen seines Aufenthaltes in Berlin erzählte.“

### Ergebnisse
Im Vorwort des Berichtes Die deutsche Niger-Benue-Tsadsee-Expedition 1902 - 1903 steht über die Ergebnisse der Expedition:

„Das Deutsche Niger-Benue-Tsadsee-Komitee übergibt hiermit den Bericht des Führers der Expedition nach den deutschen Niger-Benue-Tsadseegebieten der Öffentlichkeit.
Schon seit einer längeren Reihe von Jahren wurde es von der Kolonialgesellschaft erstrebt, die Gebiete im Kamerun-Hinterland, die durch das deutsch-englische Abkommen vom 15. November 1893 und das deutsch-französische Abkommen vom 15. März 1899 in deutschen Besitz gekommen sind, für unsern Handel und unsere Industrie nutzbar zu machen. Die Bestrebungen gewannen aber erst Form im Jahre 1899, als die Mittel für eine Expedition zur Untersuchung der wirtschaftlichen Verhältnisse am Niger und Benue, sowie der in die deutsche Interessen-Sphäre fallenden Benue- und Tsadsee-Gebiete flüssig gemacht werden konnten.
Die Ergebnisse können in Kürze, wie folgt, zusammengefasst werden:
1. Die Expedition hat durch Bereisung des Niger-Benues und der deutschen Tsadsee-Gebiete, durch eingehende Studien der Naturprodukte des Landes, der bestehenden Handelsverhältnisse, wie der Bedürfnisse der Eingeborenen und ihrer Produktion, durch Anlage von Sammlungen von einheimischen Geweben, Mustern, Waffen, Schmucksachen, Perlen zur Beurteilung ihres Geschmacks, die Unterlagen geschaffen, auf denen ein kaufmännische Tätigkeit in diesen Gebieten einsetzen kann.
2. Sie hat über die Wasserverhältnisse und Schiffbarkeit des Niger-Benue zu den verschiedenen Jahreszeiten erschöpfende Auskunft erbracht und die Schiffstypen festgelegt, die für die Schifffahrt am zweckmäßigsten sind.
3. Sie hat die südlich des Benue gelegenen Länder geographisch und bergmännisch untersucht und für die Topographie des nordöstlichen, bisher nicht bekannten Teiles unserer Kolonie ganz neue Aufschlüsse gebracht und ihn kartographisch festgelegt.
4. Sie hat, was die Landwirtschaft anbelangt, ergründet, dass die bereisten Gebiete durch ihre Bodenbeschaffenheit, ihr Klima und ihre intelligente, dichte Bevölkerung sich für den Tabak- und Baumwollbau eignen und namentlich durch letzteren Umstand mehr wie irgendein anderes unserer Kolonialgebiete dafür berufen sind, von der allergrößten Bedeutung für unsere heimische Industrie zu werden.
5. Sie hat festgestellt, dass die Verpflichtungen, welche die einen Teil der internationalen Kongo-Akte bildende Niger-Schiffahrtsakte den Ufer-Staaten für den internationalen Schiffahrtsverkehr auferlegt, durch die britische Regierung loyal erfüllt werden.
6. Sie hat insbesondere dazu beigetragen, dass die Transitbestimmungen, die die Frage des freien Güterverkehrs zwischen dem Meere und dem deutschen Benue-Tsadsee-Gebiet regeln, auf dem Verordnungswege in einem, den zwischen dem Deutschen Reiche und England getroffenen Abmachungen entsprechenden und mithin in einem unsern Interessen günstigen Sinne erledigt worden sind.
7. Sie hat durch Verhandlungen mit den örtlichen britischen Regierungs-Organen die Bedingungen für eine Landerwerbung zur Errichtung einer Zoll-, Handels- und Schiffahrtsstation in Warri, an einem größeren Seeschiffen zugänglichen Punkte, vereinbart und durch Abmachungen mit dem Chef von Garua alles für die Errichtung einer deutschen Faktorei daselbst vorbereitet.
Ergänzt durch eine liberale Gesetzgebung der britischen Verwaltung mit Bezug auf die Errichtung von Zoll-Lägern und den Erwerb von Wassergrundstücken zur Anlage von Faktoreien und Feuerungsstationen an den Flussufern, erscheint heute der Niger-Benue für die Schifffahrt und den Handel tatsächlich frei, und ist hierdurch wie aus den vorstehenden Punkten der Nachweis des Vorhandenseins der Vorbedingungen für das erfolgreiche Einsetzen einer deutsch-wirtschaftlichen Tätigkeit in unsern Benue-Tsadsee-Gebieten als erbracht anzusehen. Es bleibt nun dem deutschen Unternehmungsgeist überlassen, die Resultate der Expedition nutzbar zu machen.
Berlin 1904.
Der Vorsitzende des Deutschen Niger-Benue-Tsadsee-Komitees
Ernst Vohsen“

### Ende der Expedition
Im Juli 1903 erreichte die Expedition wieder ihren Ausgangsort und kehrte nach Deutschland zurück. Der Leiter der Expedition, Fritz Bauer, schrieb über sein eigenes Expeditionsende: „Besprechungen mit den englischen Behörden in Lokoja und Old Calabar hielten mich noch zwei Monate an der Küste zurück, wo ich von einem Platz zum andern vermittels der regelmäßig hier verkehrenden Dampfer gelangte. Anfang Oktober [1903] hatte ich auch diesen Rest der Geschäfte beendet und konnte die Heimreise nach Europa antreten.“

## Ergebnis der Expedition

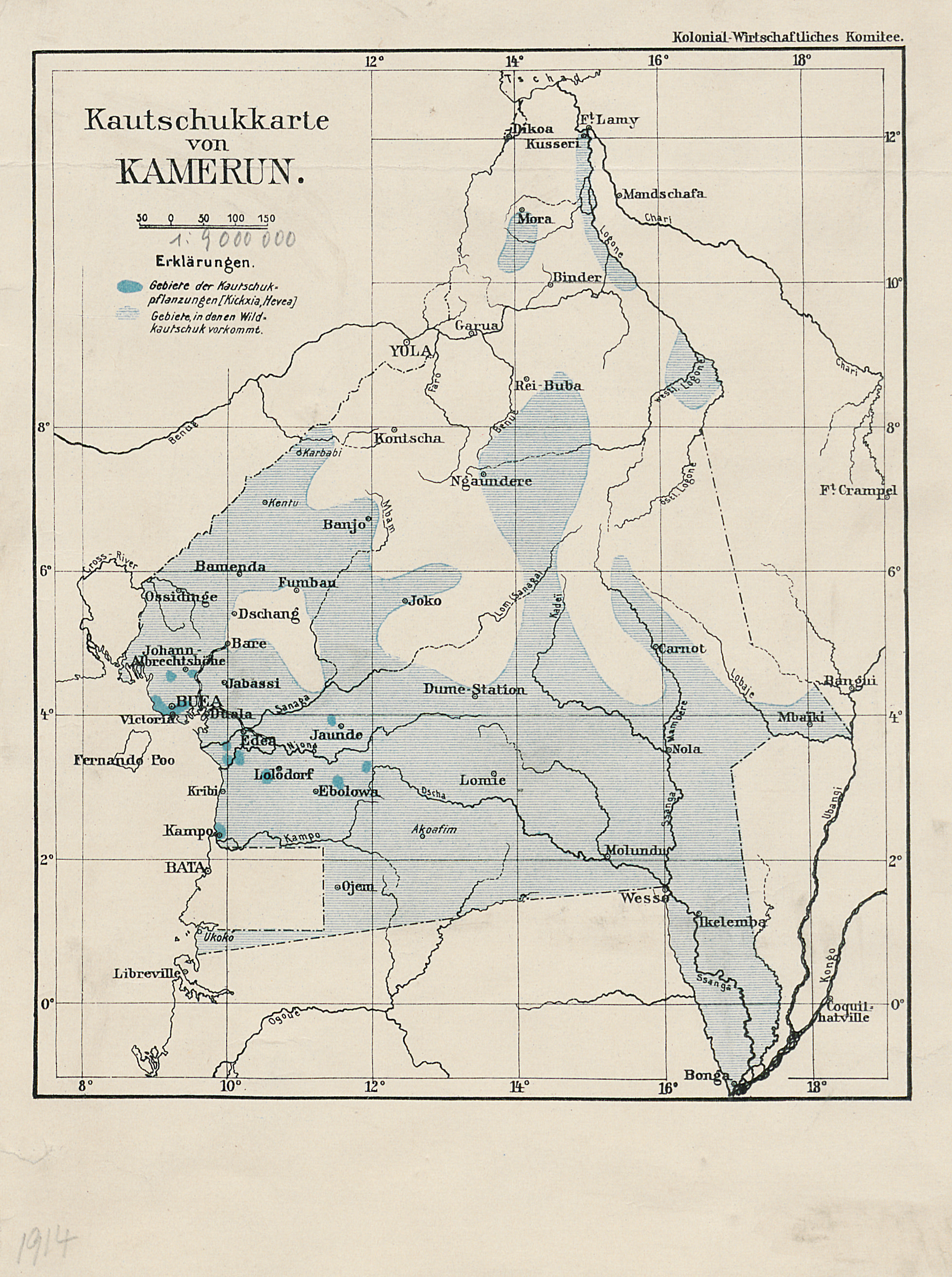
Kautschukkarte von Kamerun

Das letztendliche Ziel der Expedition, die wirtschaftliche Erschließung von Nordkamerun durch die deutsche Wirtschaft, wurde durch die Expedition nicht erreicht. Zu dieser Zeit, am Anfang des 20. Jahrhunderts, war die deutsche Wirtschaft noch nicht an den Kolonien interessiert. Als das Interesse dann Jahre später wuchs, war Plantagenwirtschaft für Tropengüter wie Palmöl, Kautschuk, Kaffee, Kakao und Bananen gewinnversprechend, Pflanzen, die im Süden Kameruns gut gedeihen und erfolgreich angebaut wurden. Diese wirtschaftlich nutzbaren Pflanzen gedeihen aber nicht im Norden des Landes.